# Blanzac (Haute-Loire)
Blanzac település Franciaországban, Haute-Loire megyében. Lakosainak száma 450 fő (2022. január 1.). Blanzac Lavoûte-sur-Loire, Polignac és Saint-Paulien községekkel határos.

## Népesség
A település népességének változása:
| Lakosok száma | 195  | 190  | 214  | 299  | 345  | 389  | 402  | 401  | 405  | 450  |
|               | 1968 | 1982 | 1990 | 2006 | 2013 | 2015 | 2017 | 2019 | 2020 | 2022 |